# Lợi ích quốc gia
Lợi ích quốc gia, thường được gọi bằng cụm từ tiếng Pháp raison d'Etat (tiếng Anh: lý do của Nhà nước), là mục tiêu và tham vọng của một quốc gia dù là kinh tế, quân sự, hay văn hóa. Khái niệm này là một điều quan trọng trong quan hệ quốc tế khi mà theo đuổi lợi ích quốc gia là nền tảng của trường hiện thực.